# 부돌피 교회

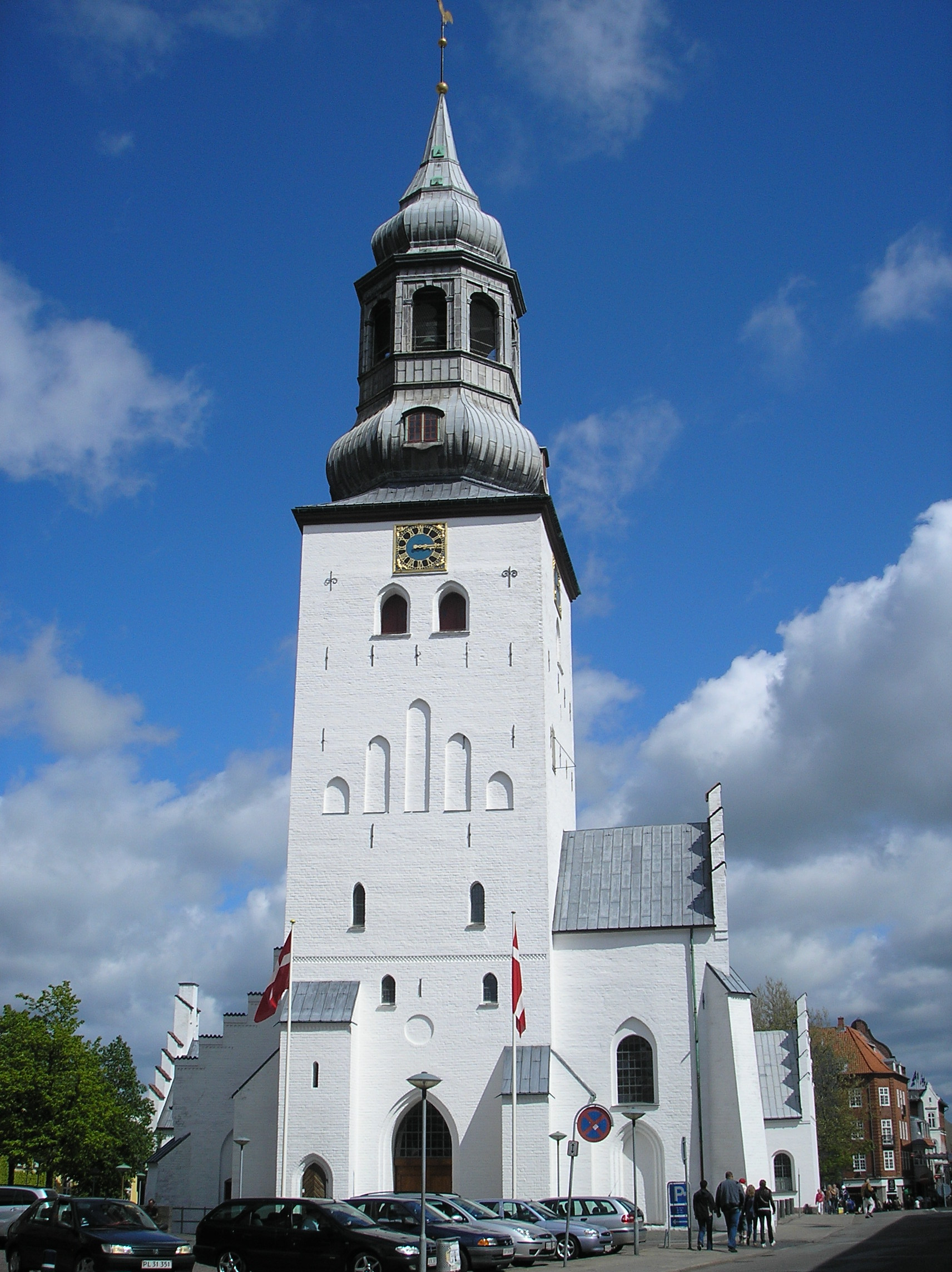

부돌피 교회(Budolfi Church)는 덴마크 윌란반도 북부의 루터교회 대성당이다. 고딕 건축으로 건조되었다.
기존 부돌피 성당은 14세기 말에 건조되었다.